# Кормовые растения европейского лося

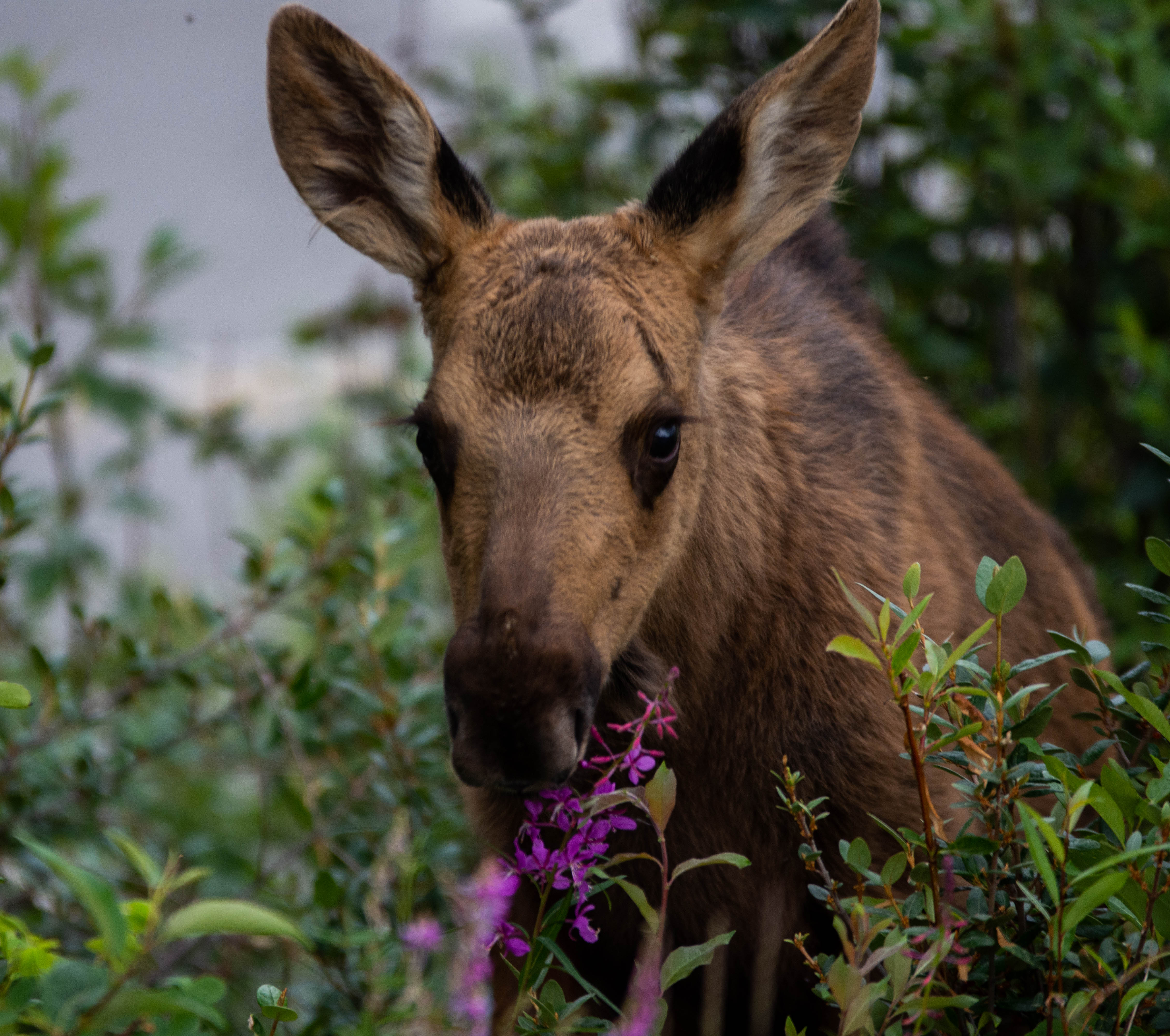
Лосёнок в зарослях ивы и иван-чая узколистного

Европе́йский лось или лось (лат. Alces alces), — вид млекопитающих из семейства оленевых (Cervidae). Взрослая особь поедает летом 30—40 кг сравнительно влажного корма, осенью до 20 кг, а зимой 10—12 кг веточного корма. Общее количество кормовых растений поедаемых лосём около 350 видов.

## Семейство ивовые
В пределах всего ареала представители семейства Ивовые (Salicaceae Mirb., nom. cons.) излюбленный корм лосей. Растения охотно поедаются с момента появления листьев вместе с молодыми побегами. В этот период растения обладают наибольшей питательной ценностью. Листья разных видов содержат 20—29 % протеина, 2,6—8,5 % жира и наименьшее количество клетчатки. По наблюдениям в Ленинградской области листья ив составляли 2,5—11,6 % рациона, а в августе — сентябре становились основных кормом. Анализ 6 желудков лосей разного возраста и пола добытых летом и в конце сентября в Якутии показал, что они на 90—100 % были заполнены листьями и побегами ив.
К наиболее ценным видам относится: ива козья (Salix caprea L.), ива ломкая (Salix fragilis L.), ива лопарская (Salix lapponum L.), ива мирзинолистная (Salix myrsinifolia Salisb.), ива ушастая (Salix aurita L.), ива филиколистная (Salix phylicifolia L.), ива пепельная (Salix cinerea L.), ива пятитычинковая (Salix pentandra L.).

### Чозения
Чозения (Chosenia arbutifolia (Pall.) A.K.Skvortsov) монотипный род семейства произрастающий в Северо-Восточной Азии. Поедается во все времена года, но наибольшее значение имеет как зимний корм. По сравнению с зарослями ивы образует более разряженные насаждения и является более доступной для копытных. Зимой лоси скусывают значительную часть веток, обламывают молодые деревья, сдирают длинные узкие куски коры со стволов. В летнее время поедает очень богатые протеином листья.

### Тополь душистый
Тополь душистый (Populus suaveolens Fisch.) входящий в состав пойменных лесов вместе с чозенией относится к числу первостепенных кормов. Наибольшую роль играет во время когда поедаются все доступные ветки и сдирается кора со стволов. Летом поедаются листья, но менее охотно, чем с ив и чозении.

### Осина
Осина (Populus tremula L.) играет заметную роль в летнем и зимнем рационе лося. Наибольшую кормовую ценность представляют листья. В одном анализе молодые побеги с листьями в июне содержали 17,8 % протеина и 7,2 % жира. В значительном количестве листья поедаются с конца мая до начала июня, когда они достигают полного развития. В засушливое, жаркое лето листва на молодых осинках к концу лета усыхает и чернеет и лоси переключаются на другие породы. Наибольшее количество осины поедается в первой половине зимы. По наблюдениям в Ленинградской области доля поедей осины в октябре—ноябре составляло 40—42 %, а в районах с преобладанием осиновых насаждений до 62,6 %. К марту—апрелю осиновые побеги составляли всего 7,8—10,2 % поедей. Зимующие побеги до 1 см в диаметре содержат 4—6 % протеина и 2,2—9,5 % жира и значительное количество клетчатки — 39,1—44,2 %. Кора содержит до 6,3 % протеина и 10,3—25,2 % жира. Концентрация дубильных веществ в коре достигает 3—5 %. Количество питательных веществ в коре заметно возрастает от осени к зиме. Кору начинают поедать во время весенней оттепели.

## Сосна
Сосна обыкновенная (Pinus sylvestris L.) один из важнейших зимних кормов. Вместе с хвоей лоси скусывают побеги длиной 10—15 см и диаметром 1 см. Наиболее охотно поедаются молодые деревья на вырубках, а также верхние части крон поваленных деревьев. Кору по сравнению с лиственными породами лоси поедают менее охотно. 
Роль сосны в зимнем питании зависит от района и её обилия. По наблюдениям в Ленинградской области при достаточном количестве ивы и осины лоси могут благополучно существовать без неё. В таких районах доля поедей в первой половине зимы не превышает 2,2 %, а в течение всего сезона 7,6 %. В районах где сосна занимает большие площади становится одним из важнейших зимних кормов, который позволяет поддерживать в течение нескольких лет высокую популяцию животных. В таких условиях лоси начинают поедать сосну в первой половине октября, а в ноябре она может составлять более 60 % от съеденного корма.

### Химический состав
В бесснежный период питательная ценность хвои и побегов в 3—4 раза меньше, чем у лиственных пород, а содержание клетчатки достигает максимума. В снежный период питательная ценность сосны не уступает иве и осине. По данным нескольких авторов хвоя содержит 5,5—7,7 % протеина, 5,3—12,2 % жира, 13,6—33,2 % клетчатки.

## Рябина
Рябина обыкновенная (Sorbus aucuparia L.) по наблюдениям различных авторов излюбленный корм лося. Весной и летом поедаются листья. Осенью и зимой ягоды с побегами. Рябина и малина одни из первых кормов молодых лосят. Из-за недостаточного распространения повреждаемость её лосями составляет 50—100 %, а в суточном рационе занимает всего 5—7 %.
Листья по питательной ценности не уступают осиновым, а зимние побеги занимают промежуточное положение между осиной и берёзой. Побеги и кора содержат 5,0—6,2 % протеина, 2,3—4,6 % жира, 31,9—40,4 % клетчатки. 

## Можжевельник

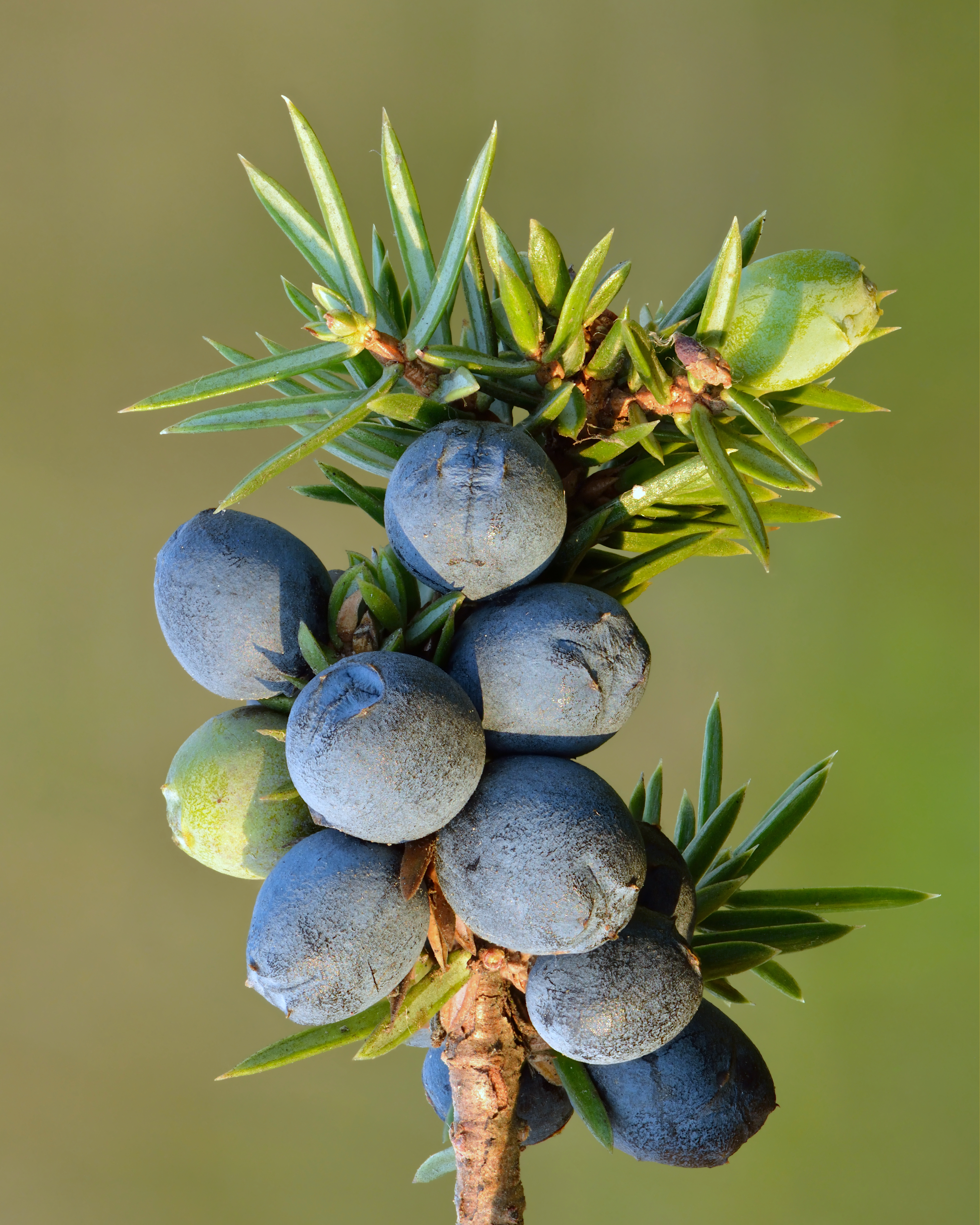
Шишкоягоды можжевельника

Можжевельник обыкновенный (Juniperus communis L.) один из излюбленных зимних кормов. В районах обильного произрастания играет важную роль в зимнем питании. По содержанию питательных веществ не уступает сосне обыкновенной. Зимой ветви с хвоей содержат 6,7—7,3 % протеина, 6,2—9,0 % жира, 29,0—33,7 клетчатки. Разные части растения содержат до 8 % дубильных веществ, а хвоя и особенно плоды большое количество эфирных масел. В местах, где растение имеет вид низкорослого кустарника сильно повреждается лосями в первой половине зимы, а с увеличением снежного покрова постепенно выпадает и состава кормов. В районах, где образует обильный подлесок и представлен деревьями около 3 м поедается на протяжении всей зимы.

## Берёзы (Betula)
Наибольшую роль играет молодая листва ранней весной. К наиболее ценным видам относится: берёза карликовая (Betula nana L.), берёза пушистая (betula pubescens Ehrh.), берёза повислая (Betula pendula Roth). Берёзы начинают вегетировать раньше других пород и их листья отличаются высокой питательностью. Содержат до 14,3 % протеина и 3—9 % жира. В Ленинградской области в мае порода составляет 31,4 % всех поедей, а в течение лета 15,3—19,8 %. Питательной зимних побегов чрезвычайно низка и сравнительно с другими породами резко падает по мере увеличения их диаметра. В первой половине зимы лоси почти не поедают берёзу, а систематически едят только при недостатке других более ценных кормов, обычно в феврале — апреле.

## Бересклет (Euonymus)

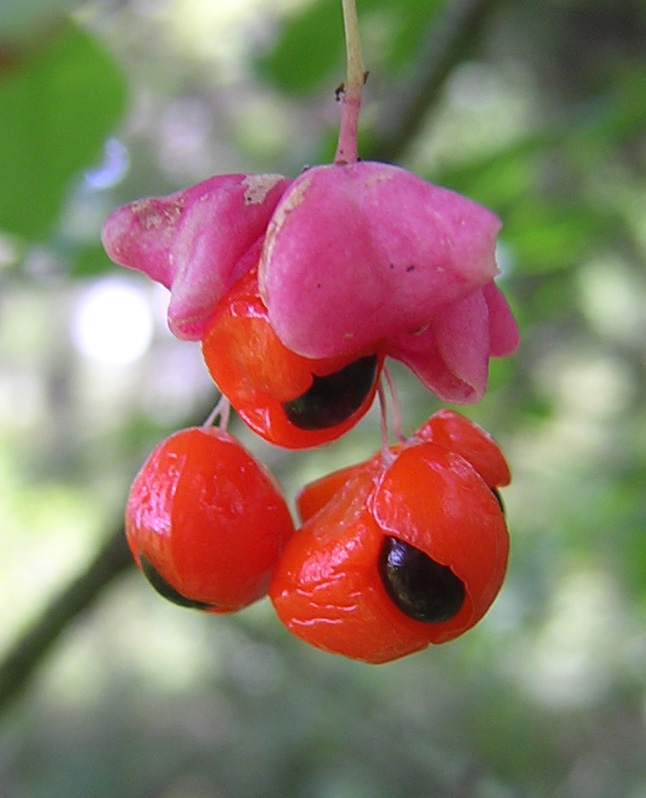
Плоды бересклета бородавчатого

Играют важную роль в питании в пределах своего ареала. Кора, семена, плоды поедающих лосем бересклета европейского (Euonymus europaeus L.) и бересклета бородавчатого (Euonymus verrucosus Scop.) содержат глюкозид эвонимин который поражает сердце. Несмотря на это лоси поедают очень охотно надземную часть растения включая плоды. 

## Травянистые растения
Среди семейства оленевые лось наименее травоядный. Однако, без затруднений поедает высокую траву. Для этого ему приходится широко расставлять в стороны передние ноги или вставать на колени. Для облегчения поедания высокой травы иногда кормится у береговой линии стоя в воде. Наиболее интенсивно поедаются весной и в первой половине лета когда содержат наибольшее количество веществ.

### Хвощи (Equisetum)

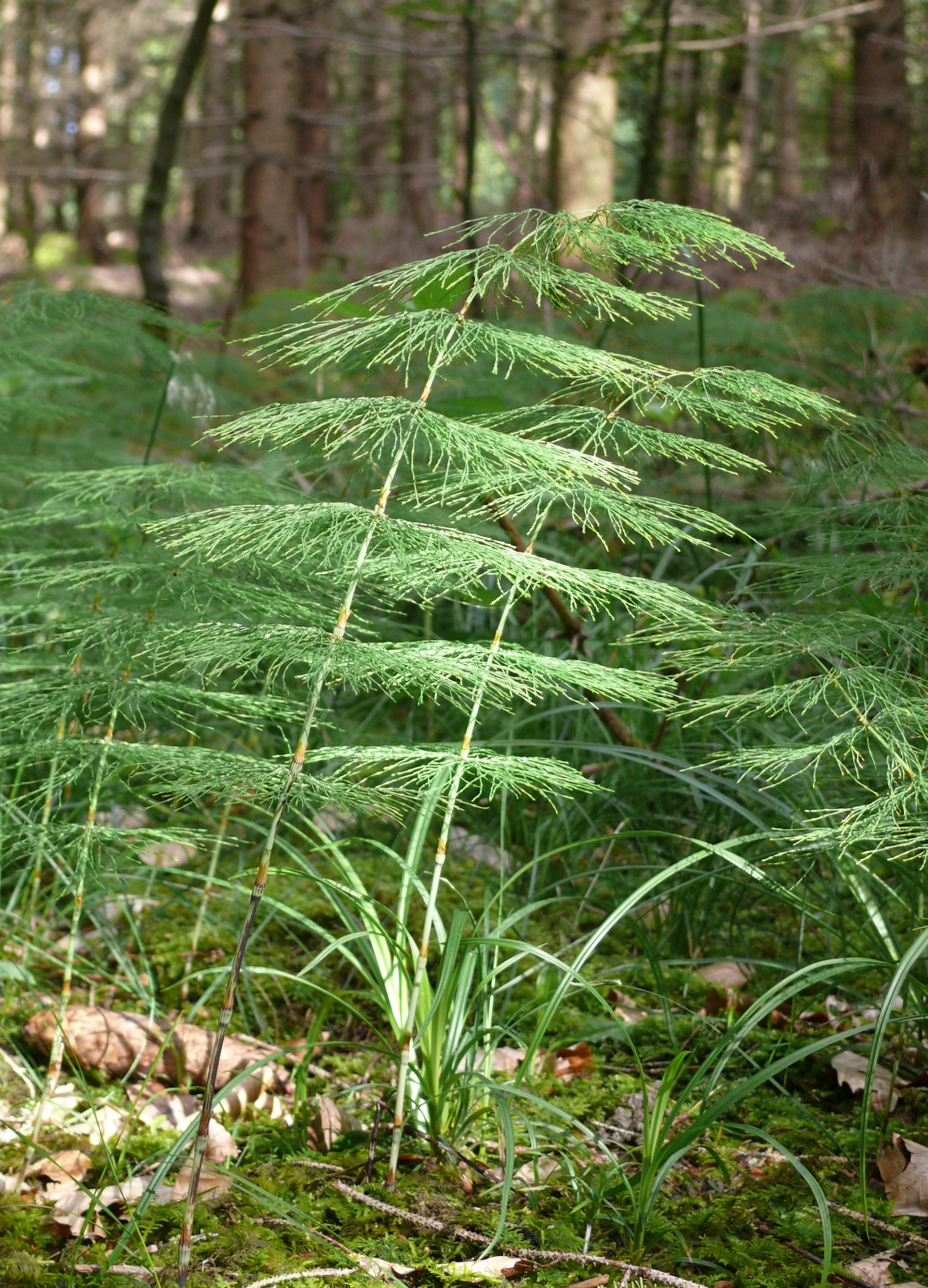
Хвощ лесной

Представители рода служат основными нажировочными кормами в весенне—летний период. В Якутии поедаются в течение всей зимы  благодаря обилию, доступности и высоким кормовым достоинствам. Хвощи содержат алкалоид эквизитин, большое количество кремниевой и органических кислот. Ядовиты для сельскохозяйственных животных. К наиболее поедаемым относятся: хвощ полевой (Equisetum arvense L.), хвощ приречный (Equisetum fluviatile L.), хвощ лесной (Equisetum sylvaticum L.), хвощ зимующий (Equisetum hyemale L.), хвощ камышовый (Equisetum scirpoides Michx.).

### Кипрейные (Onagraceae)

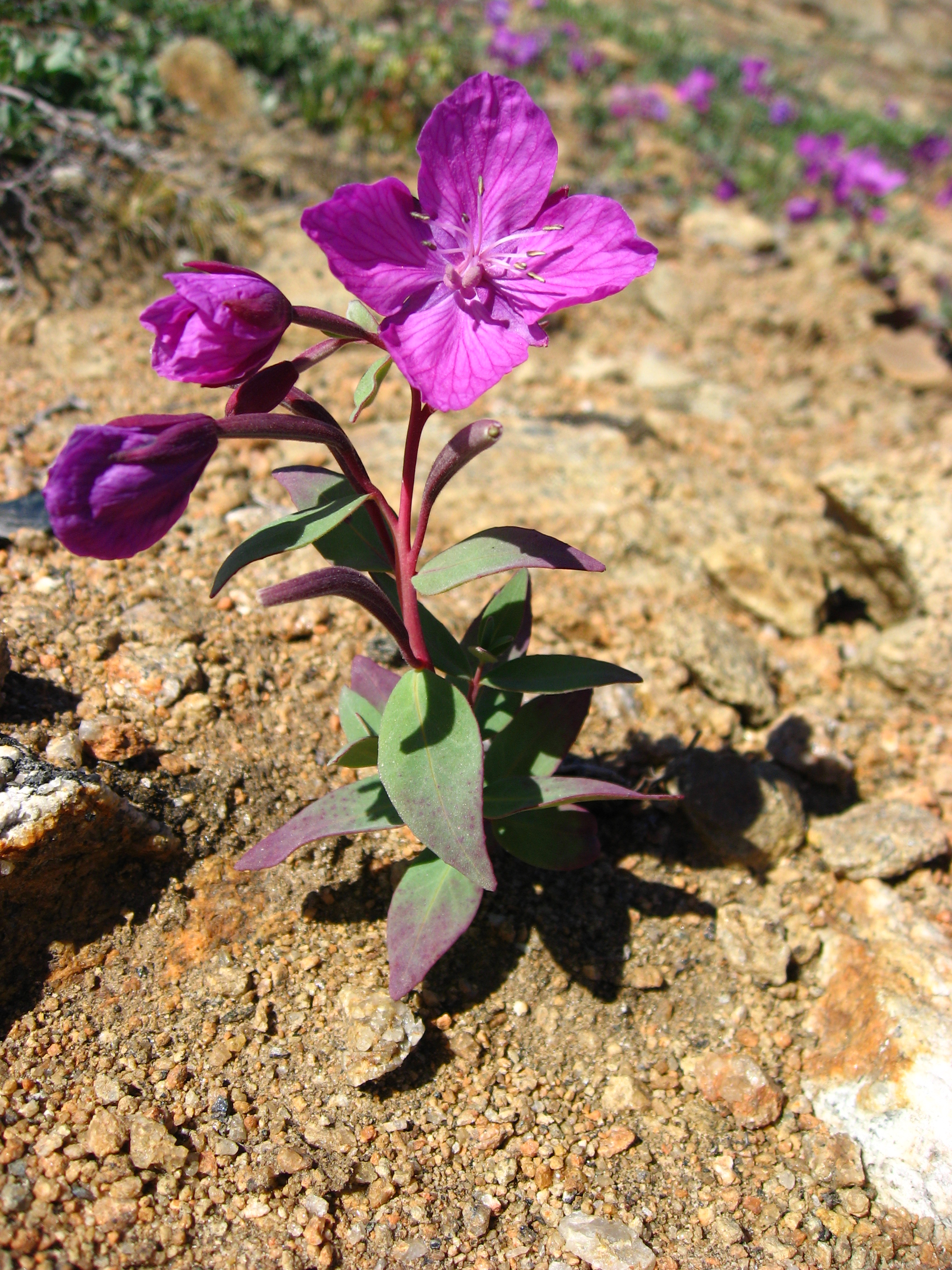
Иван-чай широколистный

Иван-чай узколистный (Chamaenerion angustifolium (L.) Scop.) один из основных летних нажировочных кормов. До наступления фазы цветения растение содержит 15,6—26,6 % протеина, 2,3—4,8 % жира и сравнительно немного клетчатки. Наиболее охотно лосём поедается в июне. Доля поедей в Ленинградской области в этом месяце составляла 35,6 %. Также поедается Иван-чай широколистный (Chamaenerion latifolium (L.) Sweet).

#### Химический состав
В молодом состоянии иван-чай узколистный (Chamaenerion angustifolium (L.) Scop.) богат протеином и содержит немного клетчатки. В фазе цветения содержание протеина падает, а клетчатки возрастает. Растение богато аскорбиновой кислотой. Зелёная масса богата калием, кальцием, фосфором, железом, магнием.

## Культурные растения
В районах с развитым сельским хозяйством лоси посещают посевы люцерны, сои, клевера, гречихи, овса, кукурузы, капусты, сахарной свеклы, рапса, подсолнечника, топинамбура, озимых и яровых посевов, и других культур. В Курской области была отмечена кормёжка лося на паданке груш и яблок. В лесозащитных полосах у железной дороги животные поедали плоды тёрна (Prunus spinosa L.).

## Кормовые конкуренты
В пределах общего распространения лось вступает в кормовую конкуренцию с изюбрем (Cervus elaphus xanthopygus H. Milne-Edwards). Однако, при современном уровне численности обоих видов конкуренция не может иметь серьезных последствий. К прочим кормовым конкурентам поедающим веточный корм можно отнести сибирскую косулю (Capreolus pygargus Pallas), зайца беляка (Lepus europaeus Linnaeus), белую куропатку (Lagopus lagopus Linnaeus).